# Новографское (Костромская область)
Новографское — деревня в Буйском районе Костромской области. Входит в состав Центрального сельского поселения.

## География
Находится в западной части Костромской области на расстоянии приблизительно 20 км на юго-восток по прямой от районного центра города Буй.

## История
Известно с 1646 года как село Новое с деревянной Никольской церковью. Во времена Екатерины II село было подарено графу Платону Зубову и поменяло название. Однако, употреблялись одновременно и старое название «Новое», и новое «Новографское». В XIX веке входило в состав Галичского уезда в качестве волостного центра. В селе в 1830 году была построена каменная Казанская церковь. В 1872 году здесь было учтено 40 дворов, в 1907 году — 59. Последние годы деревня (уже не село) практически запустела.

## Население
Постоянное население составляло 40 человек (1872 год), 261 (1907), 3 в 2002 году (русские 100%), 4 в 2022.